# Тринадцать дней (фильм)
«Тринадцать дней» (англ. Thirteen Days) — фильм, посвященный событиям Карибского кризиса. Основан на одноимённой книге Роберта Кеннеди, принимавшего прямое и непосредственное участие в событиях, а также на магнитофонных записях, сделанных во время совещаний в Белом Доме в дни кризиса.

## Историческая основа
14 октября 1962 года, самолёт-разведчик U-2, пилотируемый майором Ричардом Хейзером, обнаружил на Кубе советские ракеты Р-12, способные нести ядерные боеголовки. Это известие вызвало бурную реакцию американского руководства: было принято решение о необходимости удаления ракет тем или иным способом. Руководители армии и ВВС настаивали на нанесении немедленного бомбового удара по пусковым установкам и последующем вторжении на Кубу с тем, чтобы навсегда избавить США от угрозы со стороны коммунистического режима Фиделя Кастро.
Однако президент Дж. Кеннеди считал, что военная операция связана с чрезмерным риском глобальной ядерной войны. Эти исторические события, получившие название «Карибского кризиса», и стали сюжетной основой фильма.

## В ролях
| Актёр             | Роль             |
| ----------------- | ---------------- |
| Брюс Гринвуд      | Джон Ф. Кеннеди  |
| Стефани Романов   | Жаклин Кеннеди   |
| Стивен Калп       | Роберт Кеннеди   |
| Кевин Костнер     | Кеннет О’Доннелл |
| Дилан Бейкер      | Роберт Макнамара |
| Люсинда Дженни    | Хелен О’Доннел   |
| Майкл Фэйрмэн     | Эдлай Стивенсон  |
| Билл Смитрович    | Максвелл Тейлор  |
| Фрэнк Вуд         | Макджордж Банди  |
| Эд Лоутер         | Картер, Маршалл  |
| Кевин Конуэй      | Кертис Лемей     |
| Тим Келлехер      | Тед Соренсен     |
| Лен Кариу         | Дин Ачесон       |
| Чарльз Истен      | Рудольф Андерсон |
| Олек Крупа        | А. А. Громыко    |
| Илья Баскин       | А. Ф. Добрынин   |
| Олег Видов        | Валериан Зорин   |
| Борис Ли Крутоног | Александр Фомин  |
| Генри Строзьер    | Дин Раск         |
| Уолтер Эдриан     | Линдон Джонсон   |